# Gonzen
Gonzen är en bergstopp i Schweiz. Den ligger i distriktet Wahlkreis Sarganserland och kantonen Sankt Gallen, i den östra delen av landet, 150 km öster om huvudstaden Bern. Toppen på Gonzen är 1 829 meter över havet, eller 161 meter över den omgivande terrängen. Bredden vid basen är 0,68 km.
Terrängen runt Gonzen är bergig västerut, men österut är den kuperad. Närmaste större samhälle är Sargans, 2,1 km söder om Gonzen.
Omgivningarna runt Gonzen är en mosaik av jordbruksmark och naturlig växtlighet. Runt Gonzen är det tätbefolkat, med 266 invånare per kvadratkilometer.